# Monsieur Pencil
Monsieur Pencil est une « littérature en estampes » de Rodolphe Töpffer. Elle a été dessinée en 1831 et autographiée et publiée en 1840. Monsieur Pencil apparait notamment dans l'une des planches, comme un peintre amateur suffisant et satisfait de son œuvre, où Rodolfe Töpffer nous montre qu'en faisant de la bande dessinée, il ne se prend pas au sérieux.  